# Heisser
Heisser jest pierwszym singlem niemieckiego rapera o ksywce D-Flame. Utwór promował debiutancki album Basstard. Piosenka doszła do siedemdziesiątego miejsca na niemieckiej liście przebojów.